# イスマエル・フエンテス
イスマエル・フエンテス（Ismael Ignacio Fuentes Castro、1981年8月4日 - ）は、チリ・ビジャ・アレグレ出身のサッカー選手。元チリ代表である。ポジションはDF。

## 来歴
2004年と2007年の2回のコパ・アメリカに出場した。
2010 FIFAワールドカップ南米予選には全試合に招集され、8試合に出場して1得点した。しかし、アウェーでのエクアドル戦では退場処分を受け、チームが敗戦を喫したためにフエンテスが批判を受けた。2010年6月1日、本大会に出場するチリ代表メンバー23人に選出された。

## 代表歴

### 出場大会
- チリ代表
  - 2010 FIFAワールドカップ

### 試合数
- 国際Aマッチ 30試合 1得点（2004年-2010年）[3]

| チリ代表 | 国際Aマッチ | 国際Aマッチ |
| 年       | 出場        | 得点        |
| -------- | ----------- | ----------- |
| 2004     | 2           | 0           |
| 2005     | 0           | 0           |
| 2006     | 1           | 0           |
| 2007     | 11          | 0           |
| 2008     | 8           | 1           |
| 2009     | 4           | 0           |
| 2010     | 4           | 0           |
| 通算     | 30          | 1           |